# Distretto di Huayllay
Il distretto di Huayllay è un distretto del Perù che appartiene geograficamente e politicamente alla provincia di Pasco e alla regione omonima, ubicato a nordest della capitale peruviana.

## Storia
Le prime tracce di abitanti di Huayllay risalgono a 10.000 anni a.C. e sono dovute ad arte rupestre. In seguito, si succedettero nella valle di Chinchaycocha le culture Marca Chuecos, Huarimarcan, Bombonmarca o Pumpush, fino alla conquista spagnola.
Il distretto fu fondato il 2 gennaio del 1857.

## Superficie e popolazione
- 1026,87 km²
- 9 592 abitanti (2005) di cui il 55% sono donne e il 45% uomini

## Distretti confinanti
Confina a nord con il distretto di Simón Bolívar e con il distretto di Tinyahuarco; a sud con la provincia di Junín e con la provincia di Yauli, a est con la provincia di Junín, e a ovest con la provincia di Huaura e con la provincia di Huaral